# Austrijski znakovni jezik
Austrijski znakovni jezik (Österreichische Gebärdensprache (ÖGS); ISO 639-3: asq), živi znakovni jezik gluhih osoba u Austriji kojim se služi nepoznat broj osoba. 
Nastao je još 1870. a od parlamenta je priznat 2005. Poznat je i kao austrougarski znakovni jezik. Dijelom je razumljiv francuskom znakovnom jeziku.

## Vanjske poveznice
- Ethnologue (14th)
- Ethnologue (15th)